# Mauritius International 2010
Die Mauritius International 2010 im Badminton fanden als offene internationale Meisterschaften von Mauritius vom 18. bis zum 21. März 2010 in Beau Bassin-Rose Hill statt.

## Austragungsort
- Stadium Badminton Rose Hill, National Badminton Centre, Duncan Taylor Street

## Sieger und Platzierte
| Disziplin    | Gold                         | Silber                                     | Bronze                           |
| ------------ | ---------------------------- | ------------------------------------------ | -------------------------------- |
| Herreneinzel | Oscar Bansal                 | Raheem A. Abdul                            | Nelson Oon                       |
| Herreneinzel | Oscar Bansal                 | Raheem A. Abdul                            | Yara Azad                        |
| Dameneinzel  | Elisa Chanteur               | Hadia Hosny                                | Karen Foo Kune                   |
| Dameneinzel  | Elisa Chanteur               | Hadia Hosny                                | Leisha Cooper                    |
| Herrendoppel | Sahir Edoo Yoni Louison      | Raheem A. Abdul Aloysius Vijay Anthony Raj | Nelson Oon Rahul Rampersad       |
| Herrendoppel | Sahir Edoo Yoni Louison      | Raheem A. Abdul Aloysius Vijay Anthony Raj | Ong Beng Teong Luke Chong        |
| Mixed        | Yoga Ukikasah Karen Foo Kune | Oliver Fossy Elisa Chanteur                | Sahir Edoo Amrita Sawaram        |
| Mixed        | Yoga Ukikasah Karen Foo Kune | Oliver Fossy Elisa Chanteur                | Stephan Beeharry Shama Aboobakar |